# Don Lippincott
Donald Fithian "Don" Lippincott (nascido em 16 de novembro de 1893 na Filadélfia e falecido em 9 de janeiro de 1963 na mesma cidade) foi um atleta dos EUA especialista nos 100 metros rasos. Foi o primeiro detentor do recorde mundial dos 100 metros ao estabelecer o tempo de 10 s 6 em 6 de julho de 1912 em Estocolmo, durante a série classificatória de Atletismo nos Jogos Olímpicos de Verão de 1912. Na final, no entanto, terminou apenas em terceiro lugar.

## Jogos Olímpicos
- Jogos Olímpicos de 1912 Estocolmo  Suécia:
  - Medalha de Prata nos 200m.
  - Medalha de bronze nos 100m.